# スロニム
スロニム（Slonim (ベラルーシ語: Слонім; ロシア語: Слоним; リトアニア語: Slanimas; ラトビア語: Sloņima; ポーランド語: Słonim; イディッシュ語: סלאָנים)）は、ベラルーシのフロドナ州にある、人口53,100人（1995年）の都市。スツァラ川とイサ川の合流点に位置し、バラナヴィーチとヴァウカヴィスクを結ぶ鉄道の中継地でもある。

## 姉妹都市
- トルジョーク、ロシア
- ニジネヴァルトフスク、ロシア
- セルギエフ・ポサード、ロシア
- Gvardeysky、ロシア
- Severnoye Tushino、ロシア
- チェホヴィツェ＝ジェジツェ、ポーランド
- アレクサンドルフ・クヤフスキ、ポーランド
- テレネシュティ、モルドバ
- オグレ、ラトビア